# La Fontaine-Saint-Martin
La Fontaine-Saint-Martin è un comune francese di 596 abitanti situato nel dipartimento della Sarthe nella regione dei Paesi della Loira.

## Società

### Evoluzione demografica
Abitanti censiti